# Roberto II di Bellême
Roberto di Montgomery, II di Bellême, in francese: Robert II de Bellême (1052 circa – 1130 circa), fu il terzo conte di Shrewsbury dal 1098 al 1102, signore di Montgommery, visconte di Hiesmois, signore di Bellême e signore d'Alençon dal 1094 e conte di Ponthieu dal 1100 fino alla sua morte.

## Origine
Sia secondo il monaco cristiano e scrittore, normanno, Guglielmo di Jumièges, nel suo Historiae Normannorum scriptores antiqui, che secondo il monaco e cronista inglese, Orderico Vitale, Roberto era il figlio primogenito (in realtà era il secondogenito, in quanto il primogenito, Ruggero era morto bambino) del signore di Montgommery e visconte di Hiesmois, e primo conte di Shrewsbury, Ruggero II di Montgomery, e della sua prima moglie, la Signora di Bellême e d'Alençon, Mabel di Bellême, che, ancora secondo Guglielmo di Jumièges, era figlia del Signore di Bellême e signore d'Alençon, Guglielmo II e di Hildeburga, figlia del visconte del Maine, Arnolfo (Hildeburgem quippe filiam Arnulfi).

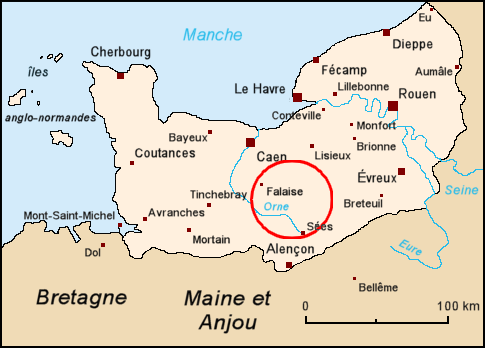
Normandia medievale, localizzazione di Hiesmois

Secondo ancora Guglielmo di Jumièges, Ruggero II di Montgomery era il figlio terzogenito del visconte di Hiesmois e signore di Montgommery, Ruggero I e, come conferma la Chronica Albrici Monachi Trium Fontium di Iosselina, figlia di Seufria, sorella della contessa di Rouen e marchesa di Normandia, Gunnora.

## Biografia
Orderico Vitale, contemporaneo di Roberto, ricordando che era figlio di Mabel, lo definisce crudele, che sfoga la propria crudeltà sui più miseri (cujus crudelitas in diebus nostris super miseras plebes nimium efferbuit).
Della giovinezza di Roberto si sa poco; dal documento nº 30 della Histoire du chateau et des sires de Saint-Sauveur-Le-Vicomte, risolta che Roberto col padre, Ruggero, nel 1060 fu tra i testimoni di una donazione del duca di Normandia, Guglielmo II, mentre, secondo il documento nº 1 del Cartulaire de Marmoutier pour le Perche, tra il 1070 ed il 1079, Roberto, assieme ai genitori, Ruggero e Mabel, donarono una proprietà alla chiesa di Notre-Dame de Bellême.
Nel 1074, suo padre, Ruggero, fu creato I conte di Shrewsbury, al confine nord del Galles e piano piano accumulò molte delle terre che costituiscono l'odierno West Sussex, facendo di lui uno degli uomini più ricchi del tempo ed era proprietario di un grande numero di castelli, non solo attorno ad Arundel, ma anche in tutte le terre che rientravano nel contado di cui era stato investito;lo storico William John Corbett sostiene che a Ruggero erano state assegnate le baronie più ricche e che aveva ottenuto il permesso di costruire liberamente dei castelli.
Quando Roberto il Corto, figlio del duca di Normandia, Guglielmo II, ora anche Guglielmo I d'Inghilterra, nel 1077, si ribellò al padre, tra i giovani che lo seguirono, secondo Orderico Vitale, vi fu anche Roberto di Bellême, che lo seguì anche in esilio, che durò circa cinque anni.
Sua madre, Mabel, fu uccisa il 2 dicembre 1079, da Ugo di Giroie, che, secondo Guglielmo di Jumièges, assieme a tre fratelli, si introdusse nel castello di Bures (vicino a Caen), e la decapitò, mentre lei si rilassava nel letto dopo aver fatto un bagno. Gli assassini di Mabel fuggirono nel Ducato di Puglia. Il corpo di Mabel fu portato a Troarn, dove fu sepolto 3 giorni dopo (il 5 dicembre), nel convento della città.
Dopo la morte di Mabel, le sue signorie rimasero al marito, Ruggero II, ma furono governate da Roberto, motivo per cui Roberto non è conosciuto con il titolo del padre, ma con quello della madre.
Quando nel 1088, un anno dopo la morte di Guglielmo il Conquistatore, iniziò la rivolta contro il nuovo re, Guglielmo II il Rosso, per dare il trono inglese al fratello, il primogenito, Roberto, che fu capeggiata dal conte del Kent, il potente vescovo Oddone di Bayeux, zio sia di Guglielmo che di Roberto, come conferma anche il The Chronicles of Florence of Worcester with two continuations (London), sempre secondo il The Chronicles of Florence of Worcester with two continuations (London), dopo che suo padre, Ruggero, si era allineato con i rivoltosi, anche Roberto si schierò apertamente a favore di Roberto il Corto e secondo il The Complete Peerage (non consultato) fu assediato da Guglielmo II il Rosso, nel castello di Rochester e fatto prigioniero, e rilasciato, dopo che suo padre, era passato al servizio di Guglielmo II il Rosso, che lo aveva perdonato lasciandogli tutte le sue proprietà.
Roberto lo troviamo schierato con il duca di Normandia Roberto il Corto, nel 1089, a domare una ribellione nei pressi di Rouen, anche se va detto che per quell'opera guadagnò diverse ricchezze e terre che si assommavano al suo già ingente patrimonio e in cambio il duca lo aiutò a combattere i nobili vicini così che potesse prendere le loro terre.
Quando Guglielmo II il Rosso tentò di invadere la Normandia, sfruttando la collaborazione di quei feudatari che avevano anche feudi in Inghilterra, Roberto garantì al duca di Normandia, Roberto II, tutto il suo sostegno.
Secondo il documento nº 13 del Cartulaire de Marmoutier pour le Perche, nel 1092, Roberto, col permesso dei fratelli, Ugo, Ruggero detto di Poitou e Arnolfo, fece una donazione alla chiesa di Saint-Léonard de Bellême.
Ancora secondo Orderico Vitale, suo padre, Ruggero morì circa sei anni dopo Guglielmo il Conquistatore; morì a Shrewsbury, nel 1094, dove venne sepolto, nella chiesa dedicata a San Pietro, da lui edificata.
Dopo la sua morte, le sue proprietà vennero equamente divise fra i suoi numerosi figli, come da volontà testamentarie, al fratello Ugo andarono le proprietà inglesi, mentre Roberto ereditò quelle normanne, trovandosi così proprietario di buona parte della Normandia centro-meridionale.
Quando nel 1098, morì suo fratello, Ugo, Roberto ottenne da Guglielmo II il Rosso anche i feudi di famiglia d'oltremanica; infatti ancora Orderico Vitale descrive la morte di Ugo, II conte di Shrewsbury, combattendo contro Magnus III di Norvegia, che tentava un'invasione dal mare, e che Roberto ottenne i feudi del fratello pagando a re Guglielmo 3000 sterline (hi millia librarum sterilensium).
Nel 1100, alla morte del suocero, Guido I di Ponthieu, per diritto di matrimonio divenne conte di Ponthieu.
Alla morte del re d'Inghilterra, Guglielmo II il Rosso, avvenuta il 2 agosto 1100, Roberto il Corto avrebbe dovuto ereditare il trono d'Inghilterra, ma si trovava ancora in Puglia, dove si era sposato, e sarebbe arrivato in Normandia solo a settembre. Il fratello minore Enrico poté quindi impossessarsi della corona inglese.
Dopo l'infruttuoso tentativo di Roberto il Corto di invadere l'Inghilterra, dell'estate del 1101, re Enrico I non si fidava del potente vassallo, Roberto di Bellême, quindi lo provocò volutamente e dopo essere venuto a diverbio lo convocò a giudizio davanti alla curia regis; Roberto piuttosto che umiliarsi preferì combattere, con l'aiuto dei fratelli, Ruggero detto di Poitou, signore di Lancaster e Arnolfo, signore di Pembroke, appoggiato anche dai Gallesi, nel 1102, cercò di resistere ad Enrico, ma fu sconfitto; anche la Florentii Wigornensis Monachi Chronicon, racconta la ribellione di Roberto, aiutato dal fratello, Arnolfo ed i Gallesi; Enrico I, dopo aver corrotto i Gallesi, con poco, conquistò i castelli dei rivoltosi e Roberto fu costretto ad arrendersi a Shrewsbury e sottomettersi, la stessa sorte toccò al fratello; sia a Roberto che ai fratelli fu concesso di abbandonare l'Inghilterra, ma tutti i loro beni furono confiscati.
Roberto dopo aver lasciò l'Inghilterra tornò in Normandia, dove, per vendicarsi delle perdite subite in Inghilterra sfogava la sua ira contro gli amici del re Enrico I, senza che il duca di Normandia, Roberto il Corto, facesse nulla per fermarlo. Nel 1104, questa situazione spinse Enrico ad invadere la Normandia, per porre fine ai continui soprusi di Roberto nei confronti dei suoi amici, col tacito consenso del duca Roberto II. Enrico I, per il momento si accontentò della contea di Évreux, come riparazione.
I soprusi di Roberto di Bellême continuavano e, nel 1105, assieme a Guglielmo di Mortain, attaccarono il Cotentin dove risiedevano alcuni alleati di Enrico I
Enrico I allora guidò un'altra spedizione attraverso la Manica, e, dopo alcune vittorie, bruciò Bayeux e occupò Caen, per proseguire verso la contea di Mortain, dove Guglielmo si era asserragliato, nel castello di Tinchebray, dove avvenne lo scontro decisivo tra i due fratelli, Enrico I e Roberto II di Normandia. Secondo il Florentii Wigornensis Monachi Chronicon Enrico aveva assediato il castello di Tinchebray e la battaglia con la vittoria di Enrico avvenne il 29 settembre 1106. Roberto fu catturato (secondo Orderico Vitale dal contingente Bretone) assieme a Guglielmo di Mortain, durante la battaglia di Tinchebray, mentre Roberto di Bellême, riuscì a fuggire.
Roberto II di Normandia venne privato del ducato di Normandia, con l'approvazione del suo sovrano, il re di Francia, Filippo I, che lo dichiarò incapace di mantenere l'ordine e la pace nel suo territorio, ed Enrico I reclamò la Normandia come possesso della corona inglese, una situazione che perdurò per quasi un secolo.
Mentre il duca di Normandia, Roberto II fu inviato in Inghilterra, dove fu tenuto prigioniero, i nobili mantennero i propri feudi.
Il nuovo re di Francia, Luigi VI, succeduto a Filippo nel 1108, per più di una volta nel corso degli anni accusò Enrico I di tener prigioniero il suo suddito Roberto II duca di Normandia e gli chiese di liberarlo e quando, nel 1112, inviò Roberto di Bellême, quale suo ambasciatore a richiederne la liberazione, Enrico I fece arrestare ed imprigionò anche Roberto di Bellême, sia perché Roberto era fortemente sospettato di cospirare per la liberazione del duca, sia perché aveva preso sotto la sua protezione il figlio di roberto II di Normandia, Guglielmo Cliton.
Secondo il The Complete Peerage (non consultato) fu imprigionato a Cherbourg e poi, nel luglio 1113, fu trasferito nel castello di Wareham nel Dorset e mai più liberato, si suppone che sia morto 1130 circa; infatti da uno dei primi Pipe Rolls, datato 1130, risulta una spesa per Roberto di Bellême (in libatione Robti de Belismo).
Dopo che Roberto era stato privato della libertà il figlio primogenito, Guglielmo Talvas, gli succedette come conte di Ponthieu, come ci viene confermato dal documento nº 20 del Cartulaire de Marmoutier pour le Perche, e, nel 1119, secondo Orderico Vitale, fu reintegrato in tutti i possedimenti normanni di Roberto, in seguito all'accordo di pace intercorso tra Enrico I ed il re di Francia, Luigi VI.

## Matrimonio e discendenza
Roberto, secondo Orderico Vitale, aveva sposato Agnese di Ponthieu, figlia del conte di Ponthieu Guido I, e, secondo Orderico Vitale il matrimonio era stato suggerito dal figlio del Conquistatore, Guglielmo II il Rosso, e che in suo onore il nome Guglielmo fu dato al primogenito; Agnese, sempre secondo Orderico Vitale, non era trattata con rispetto dal marito, anzi era trattata come una serva e per molto tempo fu costretta in una cella, come i ladri, con l'aiuto di una fedele cameriera, riuscì a fuggire di nascosto dalla prigione e si rifugiò da Adele, contessa consorte di Blois, Châteaudun, Chartres e Meux, ed infine, per non dover più incontrare il tirannico marito, si ritirò nel Ponthieu, dove morì nel 1105 circa.
Roberto da Agnese ebbe due figli:
- Guglielmo Talvas[41] († 1171), conte di Ponthieu[39], signore di Montgommery, visconte di Hiesmois, Signore di Bellême e signore d'Alençon[40].
- Andrea, citato in un documento del 1127, col fratello, Guglielmo[19].

### Fonti primarie
- (LA)  Monumenta Germanica Historica, tomus XXIII.
- (LA)  Historiae Normannorum scriptores antiqui.
- (LA)  Histoire du chateau et des sires de Saint-Sauveur-Le-Vicomte.
- (LA)  Historia Ecclesiastica, tomus II.
- (LA)  Historia Ecclesiastica, tomus III.
- (LA)  Historia Ecclesiastica, tomus IV.
- (LA)  Ordericus Vitalis, Historia Ecclesiastica, vol. unicum.
- (LA)  Collection des cartulaires de France.
- (LA)  Cartulaire de Marmoutier pour le Perche.
- (LA)  Florence of Worcester chronicle.
- (LA)  Florentii Wigorniensis monachi Chronicon, Tomus II.
- (FR)  Recueil des historiens des Gaules et de la France. Tome 13.

### Letteratura storiografica
- Louis Halphen, "La Francia: Luigi VI e Luigi VII (1108-1180)", cap. XVII, vol. V (Il trionfo del papato e lo sviluppo comunale) della Storia del mondo medievale, 1999, pp. 705–739.
- William John Corbett, "L'evoluzione del ducato di Normandia e la conquista normanna dell'Inghilterra", cap. I, vol. VI (Declino dell'impero e del papato e sviluppo degli stati nazionali) della Storia del Mondo Medievale, 1999, pp. 5–55.
- William John Corbett, "Inghilterra, 1087-1154", cap. II, vol. VI (Declino dell'impero e del papato e sviluppo degli stati nazionali) della Storia del Mondo Medievale, 1999, pp. 56–98.
- (EN)  The Annals of Inisfallen (Dublin).
- J. F. A. Mason, Roger de Montgomery and His Sons (1067-1102), Transactions of the Royal Historical Society, 5th series vol. 13 (1963) 1-28
- Victoria Chandler, The Last of the Montgomerys: Roger the Poitevin and Arnulf, Historical Research 147, February 1989.
- Kathleen Thompson, Robert of Bellême Reconsidered, Anglo-Norman Studies 13 (1991) 263-284